# خرموش سرکوب‌شده
خرموش سرکوب‌شده یا خرموش ناک‌اوت (به انگلیسی: Knockout rat) یک خرموش دستکاری‌شده ژنتیکی است که تنها یک ژن از طریق یک جهش هدفمند ( به دام انداختن ژن ) خاموش شده است که برای تحقیقات دانشگاهی و دارویی استفاده می‌شود. خرموش‌های سرکوب‌شده می‌توانند بیماری‌های انسانی را تقلید کنند و ابزار مهمی برای مطالعه کارکرد ژن (ژنومیک عملکردی ) و کشف و توسعه دارو هستند. تولید خرموش‌های سرکوب‌شده تا سال 2008 از نظر اقتصادی یا فنی امکان‌پذیر نبود.    